# Michael Rosen
Michael Wayne Rosen (født 7. maj 1946 i Harrow, Storbritannien) er en engelsk børnebogsforfatter og digter, der har skrevet over 140 bøger. Rosen blev født i en jødisk familie, med rødder i det, der nu er Polen, Rusland og Rumænien. 
I 1969 blev Rosen praktikant hos BBC, hvor  præsenterede en serie på BBC Schools tv kaldet Walrus. Han opnåede popularitet i slutningen af 2000'erne, da flere af hans videooptagelser der indeholder oplæsninger af sine børnebøger blev til internetfænomer. I starten syntes han at det ikke var okay, men i dag synes han at parodierne er sjove nok. Rosen har været gift tre gange. Han bor i det nordlige London sammen med sin tredje kone, Emma-Louise Williams. Rosen har i alt fået fem børn, hvor af en ved navn Eddie døde i 1999 af Meningitis. Rosen skrev efterfølgende en bog til minde om ham i 2004.
 Der er for få eller ingen kildehenvisninger i denne artikel, hvilket er et problem. Du kan hjælpe ved at angive troværdige kilder til de påstande, som fremføres i artiklen.

1. ↑  Navnet er anført på engelsk og stammer fra Wikidata hvor navnet endnu ikke findes på dansk.